# کیم جو هیون
این یک نام کره‌ای است؛ نام خانوادگی کیم است.
کیم جو-هیون (کره‌ای: 김주현؛ زادهٔ ۱۰ مارس ۱۹۸۷) بازیگر اهل کره جنوبی است. کیم جو-هیون حرفهٔ بازیگری خود را در سال ۲۰۰۷ و با بازی در فیلم گورنوشته آغاز کرد. او به خاطر شباهت به هان گا این معروف است.

## فیلم‌شناسی

### فیلم
| سال  | عنوان        | نقش              |
| ---- | ------------ | ---------------- |
| ۲۰۰۷ | گورنوشته     | آئویی            |
| ۲۰۰۸ | زندگی باحاله | دختر دبیرستانی ۱ |
| ۲۰۱۶ | پاندورا      | یون-جو           |

### مجموعه‌های تلویزیونی
| سال  | عنوان                        | نقش          | شبکه    | منابع |
| ---- | ---------------------------- | ------------ | ------- | ----- |
| ۲۰۱۲ | عشق، عشق من                  | شیم یون-هونگ | کی‌بی‌اس۲ |       |
| ۲۰۱۳ | دراما فستیوال «Swine Escape» | بو-یونگ      | ام‌بی‌سی  | [ ۳ ] |
| ۲۰۱۴ | کشاورز مدرن                  | سونگ هوا-ران | اس‌بی‌اس  | [ ۵ ] |
| ۲۰۱۷ | گروه خواهران                 | کانگ ها-ری   | اس‌بی‌اس  |       |
| ۲۰۱۸ | پسر خانواده ثروتمند          | کیم یونگ-ها  | ام‌بی‌سی  | [ ۶ ] |
| ۲۰۲۰ | تأخیر در عدالت               | لی یو-کیونگ  | اس‌بی‌اس  | [ ۷ ] |